# گیاه‌شناسی

چرخهٔ نسلی در سرخس‌ها

گیاه‌شناسی (به انگلیسی: Botany) یا زیست‌شناسی گیاهی (به انگلیسی: Plant Biology) یا فیتولوژی (به انگلیسی: Phytology) یکی از رشته‌های زیست‌شناسی است که به مطالعه و بررسی زندگی و رشد و نمو گیاهان می‌پردازد. گیاه‌شناسی دربرگیرنده شاخه‌های بسیاری از علوم زیستی است که به بررسی گیاهان، جلبک‌ها و برخی قارچ‌ها می‌پردازند. از زیرشاخه‌های گیاه‌شناسی می‌توان به ریخت‌شناسی، فیزیولوژی، سیستماتیک و گرده‌شناسی اشاره نمود.

## تاریخچه
نخستین اقدامات مربوط به گیاه‌شناسی که در حدود ۳۰۰ سال پیش از میلاد دو رساله بزرگ توسط تئوفراستوس (فیلسوف یونانی) دیده می‌شود: دربارهٔ تاریخچه گیاهان و دربارهٔ اهداف گیاهان. این دو کتاب روی هم بیشترین تأثیر را در دوران باستان و قرون وسطی در علم گیاه‌شناسی داشته‌اند. نویسنده رومی شواهد مهمی مبنی بر دانش یونانیان و رومیان دربارهٔ گیاهان دارویی ارائه می‌دهد.
رابرت هوک در سال ۱۶۶۵ با استفاده از یک میکروسکوپ ابتدایی، سلول را در چوب‌پنبه و اندک زمانی بعد در بافت گیاه زنده کشف کرد. او با نگاه به یک برش باریکی از چوب پنبه نوشت: من توانستم تعداد بسیار زیادی منفذ و سوراخ در آن مشاهده کنم که بیشتر شبیه کندوی عسل هستند. این روزنه‌ها یا سلول‌ها عمق زیادی نداشتند اما تعداد بسیار زیادی جعبه کوچک محسوب می‌شوند.
- تاکسونومی: یا سیستماتیک گیاهی با نامگذاری و تقسیم‌بندی گیاهان سروکار دارد.
- ریخت‌شناسی گیاهی: شکل و ساختمان و توسعه آن‌ها همراه با روابط قسمت‌های گیاهان با یکدیگر را بررسی می‌کند؛ و شامل مطالعه کالبدشناسی، یاخته‌شناسی (سیتولوژی) و جنین‌شناسی گیاهی است.
- ریخت‌شناسی گیاهی: اعمال این عیسم و تولیدمثل در گیاهان است.
- بیماری‌شناسی گیاهی: با امراض نباتی سروکار دارد.
- بوم‌شناسی: علم بررسی روابط موجودات زنده با محیط اطرافشان می‌باشد.
- ژنتیک گیاهی: با مطالعه توارث در گیاهان سروکار دارد.
- قارچ‌شناسی: علم مطالعه قارچ‌ها می‌باشد.
- جلبک‌شناسی: علم مطالعه جلبک‌ها

## تاریخ گیاه‌شناسی در جهان اسلام
مسلمانان به گیاه‌شناسی چون دیگر رشته‌های دانش رغبت فراوان نشان دادند. مترجمان عهد رشید و مأمون کتاب‌های گیاه‌شناسی و قرابادین را از هندی و یونانی ترجمه کردند. مشهورترین این کتاب‌ها، کتاب نبات و قرابادین تألیف دیوسکوریدس است. ابن باسیل این کتاب را در عهد متوکل ترجمه کرد. در قرن پنجم هجری ابن جلجل، طبیب اندلسی نیر کتابی نوشت و آنچه را دیوسکوریدس ذکر نکرده بود در آن گرد آورد و آن را بر ترجمه ابن باسیل افزود.
یکی از مشهورترین مؤلفان گیاه‌شناسی ابن بیطار، شاگرد دانشمند گیاه‌شناس ابن الرومیه است. ابن بیطار در مالقه اندلس زاده شده و برای تحقیق دربارهٔ نباتات بج بج عاح شهرهای بسیاری را زیرپا گذاشت و به سال ۶۴۶ در دمشق وفات یافت. مشهورترین کتب او عبارت اند از المغنی فی الادویه المفرده و الجامع بمفردات الادویه و الاغذیه که نتایج تحقیقات و تجربه‌های بی مانند خاص او را نیز دربردارد. ابن بیطار بیش از ۱۴۰۰ عقار از گاهی و جانوری و معدنی را در کتاب خود تعریف کرده‌است که از آن میان، سیصد عقار جدید است و در کتب پیش از او نیامده است.